# Xeronycteris vieirai
Xeronycteris vieirai — вид родини листконосові (Phyllostomidae), ссавець ряду лиликоподібні (Vespertilioniformes, seu Chiroptera).

## Середовище проживання
Країни поширення: північно-східна Бразилія. Населяє напівпустельну каатингу

## Екологія
Живиться нектаром і пилком, (можливо також комахами).

## Морфологічні особливості
Передпліччя чотирьох зразків 35.4—38.1 мм довжиною. Зубна формула: 2/2, 1/1, 2/3, 3/3 •2 = 34.